# Томас Н'коно
Томас Нконо (на френски: Thomas Nkono) е камерунски футболист, един от най-известните африкански вратари. Той е роден на 20 юли 1955 в Дизанг, Френски Камерун. Основен играч на националния отбор на Камерун през 80-те и 90-те години, той участва на три световни първенства – през 1982, през 1990 (където достига четвъртфиналите), както и през 1994, където обаче не влиза в игра. На клубно ниво изкарва 9 сезона в испанския Еспаньол, където е и треньор на вратарите. Интересен факт е, че италианският вратар Джанлуиджи Буфон кръщава сина си Томас, в чест на камерунската легенда.